# Lancashire Telegraph
Le Lancashire Telegraph, anciennement Lancashire Evening Telegraph, est un tabloïd local distribué dans l’East Lancashire, en Angleterre. Il y a une vingtaine de villes dans la région, dont Blackburn, Burnley, Accrington, Darwen, Nelson, Clitheroe, Colne et Rawtenstall.
Le rédacteur en chef est Karl Holbrook, qui est également le rédacteur en chef du groupe des marques de journaux de Newsquest dans le Lancashire et le Grand Manchester, notamment The Bolton News, Bury Times, The Oldham Times et Salford City News. Les journaux appartiennent à Newsquest, une division de Gannett, une société basée aux États-Unis.

## Historique
Le journal a été fondé par Thomas Purvis Ritzema, un jeune directeur de journal, qui a acheté deux magasins au 19 et 21 Railway Road à Blackburn pour le lancement de son entreprise. Le premier exemplaire parut dans les rues le 26 octobre 1886, et se vendit pour un sou. Il était alors connu sous le nom de Northern Daily Telegraph, et c’était le premier journal du soir à être publié dans l’East Lancashire.
En 1894, le siège social a été déplacé à l’angle de Railway Road et High Street. À partir du 7 septembre 1939, peu après le début de la Seconde Guerre mondiale, les publicités cèdent la place aux nouvelles en première page. Le 10 décembre 1956, il changea son titre en Northern Evening Telegraph et le 2 septembre 1963, le nom changea à nouveau pour Lancashire Evening Telegraph.
Le journal a utilisé la couleur pour la première fois le 11 novembre 1963, avec l’introduction du ton direct le 25 janvier 1965, et la couleur dans les petites annonces le 19 mars 1965. En 1982, il a déménagé du côté sud de High Street, ce qui a permis l’introduction de nouvelles technologies informatisées.
Les nouveaux bureaux ont été construits sur une partie du site de la brasserie Dutton. Les anciens bureaux ont été démolis, et après la fermeture du reste de la brasserie au milieu des années 1980, un supermarché de la chaîne Morrisons a été construit sur le site. En 1995, le Lancashire Evening Telegraph est devenu le premier journal régional en Grande-Bretagne à mettre en ligne des informations quotidiennes et mises à jour.
En février 2006, afin de réduire les coûts, la société a annoncé qu’elle allait fermer ses bureaux de district dans les villes du Lancashire de Burnley, Accrington et Darwen. Le 17 juillet 2006, le journal a changé son nom en Lancashire Telegraph, car il est passé à l’impression de nuit, afin de distribuer des copies le matin. Il a remporté le prix « North West: Newspaper of the Year » dans les « How Do! Awards » en 2011.
En mars 2017, le journal a déménagé à Church Street et les bureaux de High Street ont été convertis en appartements.